# Нуссельт, Вильгельм
Эрнст Крафт, Вильгельм Нуссельт (нем. Ernst Kraft Wilhelm Nußelt) (25 ноября 1882, Нюрнберг — 1 сентября 1957 Мюнхен) — немецкий инженер-исследователь.
Нуссельт изучал машиностроение в Техническом университете Мюнхена (Мюнхенский технический университет), где он получил докторскую степень в 1907 году. Преподавал в Дрездене с 1913 по 1917 год. Работал в области создания изолирующих материалов.
После учебы и работы в Швейцарии и Германии в период между 1917 и 1925 годами, назначен на кафедру теоретической механики в Мюнхене. Там он провёл важные исследования в области теплообмена. Занимал этот пост до 1952 года.